# Manuel, Sabel a Izmael
Svatí Manuel, Sabel a Izmael byli ve 4. století křesťanští mučedníci v Chalkédónu.
Byli to bratři, původem z Persie. Jejich otec byl pohan a matka křesťanka, která je nechala pokřtít a vychovávala je v křesťanském duchu.
V mladí vstoupili do vojenských služeb. Byli vysláni ve jménu perského krále Alamundara k císaři Juliánovy s mírovou smlouvou. Císař je mile přijal a ukázal jim jeho přízeň. Když je požádal aby obětovali pohanským bohům, odmítli a to ho rozzuřilo. Za to zrušil mírovou smlouvu a nechal bratry uvěznit.
Poté byli bratři mláceni, přibili jim ruce a nohy ke stromům a vráželi jim hřeby pod nehty. Během mučení chválily Boha a toto mučení přežili. Nakonec byli sťati mečem. Křesťanská tradice vypráví, že císař chtěl nechat těla spálit avšak přišlo zemětřesení, otevřela se země a těla spadla do propasti. Po dvou dnech země těla vydala zpět na svět. Těla byla pohřbena roku 362.
Jejich svátek se slaví 17. června.